# Trophée Sam-Pollock
Pour les articles homonymes, voir Pollock.
Le trophée Sam-Pollock est attribué annuellement au vainqueur de la division centrale de la saison régulière de la Ligue américaine de hockey. Il est baptisé en l'honneur de Sam Pollock, membre du temple de la renommée du hockey et ancien directeur général des Canadiens de Montréal .

## Vainqueurs

### Division Atlantique
- 1995-1996 - Senators de l'Île-du-Prince-Édouard

### Division Canadienne
- 1996-1997 - Maple Leafs de Saint-Jean

### Division Atlantique
- 1997-1998 - Flames de Saint-Jean
- 1998-1999 - Lock Monsters de Lowell
- 1999-2000 - Citadelles de Québec

### Division Canadienne
- 2000-2001 - Flames de Saint-Jean
- 2001-2002 - Citadelles de Québec
- 2002-2003 - Bulldogs de Hamilton

### Division Nord
- 2003-2004 - Bulldogs de Hamilton
- 2004-2005 - Americans de Rochester
- 2005-2006 - Griffins de Grand Rapids
- 2006-2007 - Moose du Manitoba
- 2007-2008 - Marlies de Toronto
- 2008-2009 - Moose du Manitoba
- 2009-2010 - Bulldogs de Hamilton
- 2010-2011 - Bulldogs de Hamilton
- 2011-2012 - Marlies de Toronto
- 2012-2013 - Marlies de Toronto
- 2013-2014 - Marlies de Toronto
- 2014-2015 - Comets d'Utica

### Division Centrale
- 2015-2016 - Admirals de Milwaukee
- 2016-2017 - Wolves de Chicago
- 2017-2018 - Wolves de Chicago
- 2018-2019 - Wolves de Chicago
- 2019-2020 - Admirals de Milwaukee
- 2020-2021 - Wolves de Chicago
- 2021-2022 - Wolves de Chicago